# 贝尔西利
贝尔西利（法語：Bersillies）是法国北部-加来海峡大区诺尔省的一个市镇，属于埃尔普河畔阿韦讷区北莫伯日县。该市镇2009年时的人口为252人。

## 人口
贝尔西利人口变化图示
| 数据来源：INSEE |